# Steve Miller Band
Steve Miller Band és un grup de música rock format el 1967 a San Francisco (Califòrnia). El líder del grup és Steve Miller, que toca la guitarra i fa la veu principal.

## Història
El 1965, l'Steve Miller i el teclista Barry Goldberg van fundar un grup anomenat Goldberg-Miller Blues Band amb el baixista Shawn Yoder, el guitarrista Craymore Stevens i el bateria Lance Haas quan es traslladaren a Chicago per tocar blues. Després de signar amb la discogràfica Epic Records, van tocar a diferents clubs de Chicago. També van aparèixer a la sèrie televisiva Hullbaloo, amb els Four Tops i les Supremes i van estar tocant a un club de Manhattan. Amb Miller, l'únic disc gravat fou l'àlbum de deu cançons Blowing My Mind el 1966.
Miller va deixar el grup per anar a San Francisco on estava naixent l'escena del psicodèlic. Allà hi va formar el grup Miller Blues Band que, en firmar el contracte amb Capitol Records el 1967, va escurçar el nom per Steve Miller Band. El grup, format per en Miller, el guitarrista James Cooke, el baixista Lonnie Turner, i el bateria Tim Davis (que va ser reemplaçat per Lance Haas), feren de teloners de Chuck Berry en una actuació a Fillmore West, que va ser gravat com a àlbum en directe. El guitarrista Boz Scaggs va formar part del grup poc després de tocar al Monterrey Pop Festival al juny. El maig de 1968, quan estaven a Anglaterra, van gravar l'àlbum de debut Children of the Future. L'àlbum no va tenir gaire èxit ni entrà al Top 100, però en destacaren la cançó estrella "Baby's Calling Me Home" i el número funky blues "Steppin' Stone". Per acabar l'àlbum hi ha una versió més tranquil·la de la cançó estàndard "Key To The Highway".
El segon àlbum del grup, Sailor, que va sortir l'octubre, va pujar fins al número 24 de la llista Billboard. L'èxit incloïa els senzills "Livin' In The USA", "Lucky Man" i les cançons de Boz Scaggs "Overdrive" i "Dime-A-Dance Romance"

## Top 40 de senzills de la llista Billboard
| Any  | Senzill                  | Estats Units Hot 100 |
| ---- | ------------------------ | -------------------- |
| 1973 | "The Joker"              | 1                    |
| 1976 | "Take the Money and Run" | 11                   |
| 1976 | "Rock'n Me"              | 1                    |
| 1977 | "Fly Like an Eagle"      | 3                    |
| 1977 | "Jet Airliner"           | 8                    |
| 1977 | "Jungle Love"            | 23                   |
| 1977 | "Swingtown"              | 17                   |
| 1981 | "Heart Like a Wheel"     | 24                   |
| 1982 | "Abracadabra"            | 1                    |

## Premis
- Premi ASCAP, l'any 2008.[4]
- El grup aconseguí una estrella al passeig de la Fama a Hollywood.
- El bateria que va formar el grup, Lance Haas, guanyà el premi Wisconsin "Teacher of the Year" el 1993.